# Max Landa

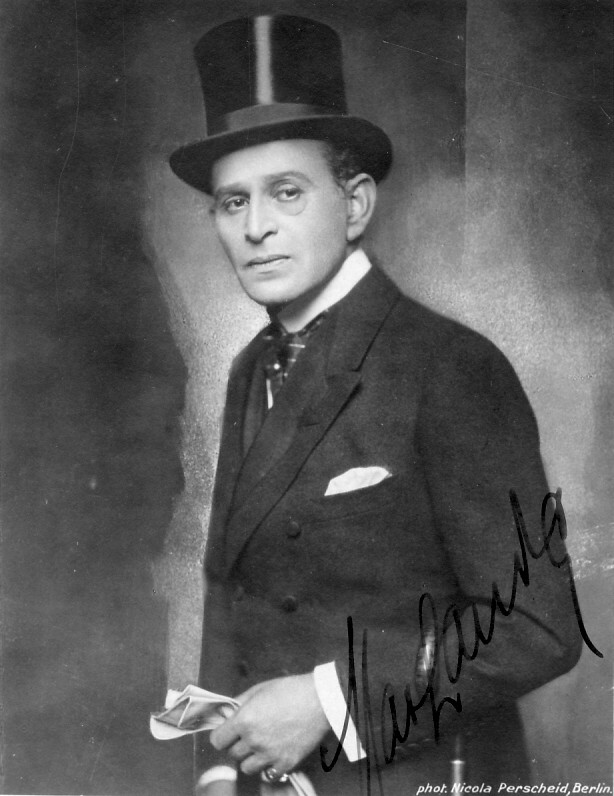
Max Landa, Fotografie (um 1920) von Nicola Perscheid

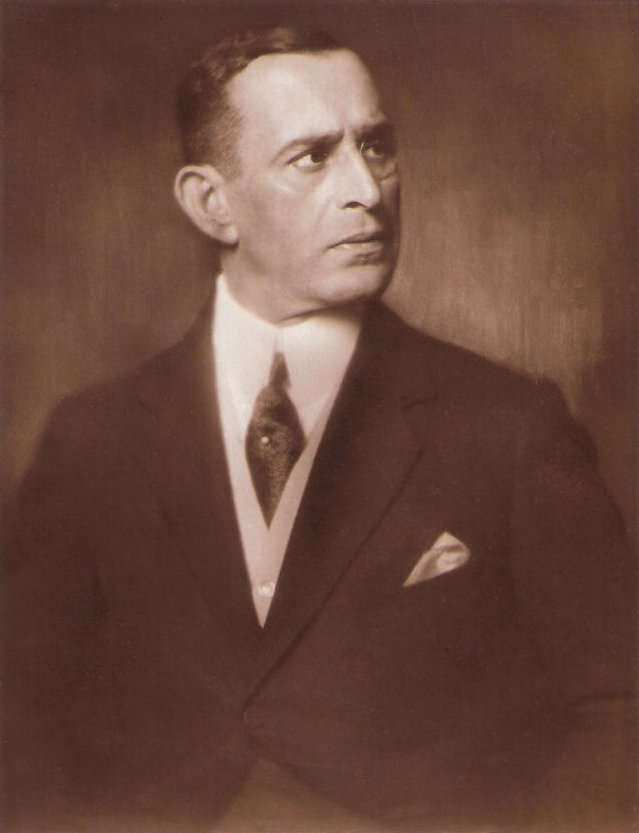
Max Landa, Fotografie (um 1920) von Karl Schenker

Max Landa (* 24. April 1873 als Markus Max Landau in Minsk, Russisches Kaiserreich; † 9. November 1933 in Bled, Jugoslawien) war ein österreichischer Bühnen- sowie Stummfilmschauspieler.

## Leben
Landa erhielt seine Schauspielausbildung bei Karl Arnau. Er debütierte 1899 an verschiedenen Wanderbühnen, war dann in Hannover, von wo aus er an das Deutsche Theater in Berlin und schließlich als erster Held und Liebhaber an das Breslauer Theater verpflichtet wurde, wo er auch das Sommertheater leitete. Zuletzt spielte er an verschiedenen Berliner Bühnen, u. a. am Lessing-Theater, Deutschen Künstlertheater sowie am Kleinen Theater (am Berliner Südwestkorso).
Er begann seine Karriere als Filmschauspieler 1911. 1913 agierte er in Die Suffragette an der Seite von Asta Nielsen, seiner Entdeckerin für den Stummfilm, und drehte danach mit ihr noch weitere sechs Filme unter der Regie von Urban Gad. 1915/16 war er unter Joe May in der Titelrolle von dessen Joe-Deebs-Reihe, einer beliebten Detektivserie, zu sehen.
Ewald André Dupont drehte 1918/19 eine Max-Landa-Serie mit insgesamt 12 Filmen. 1921 stand Max Landa noch einmal mit Asta Nielsen für Die Geliebte Roswolskys vor der Kamera, 1928 hatte er seinen letzten Filmauftritt.
1921 wurde er als Mitgründer und Aktionär an der Seite von Hans von Wolzogen Vorstand bei der Max Landa Film AG (1921–1924). Der Schriftsteller Dr. phil. Bruno Lange löste Max Landa und Hans von Wolzogen als Vorstand der AG im Januar 1923 ab.
Landa floh nach der Machtergreifung der Nationalsozialisten 1933 aus dem Deutschen Reich. Am 9. November 1933 nahm sich Max Landa, ein Opfer der veränderten Verhältnisse, das Leben.
Max Landa war von 1927 bis 1930 mit der Schauspielerin Margot Walter verheiratet.

## Filmografie (Auswahl)
- 1911: Das Medium
- 1913: Die Suffragette
- 1913: Engelein
- 1914: Das Feuer
- 1914: Der Mann im Keller
- 1914: Die ewige Nacht
- 1914: Engeleins Hochzeit
- 1915: Das Gesetz der Mine
- 1915: Sein schwierigster Fall
- 1915: Violette Rosen
- 1915: Der Geheimsekretär
- 1915: William Voss
- 1916: Die Gespensteruhr
- 1916: Nebel und Sonne
- 1916: Der Hund mit dem Monokel
- 1916: Der Mann ohne Kopf
- 1916: Aschenbrödel
- 1917: Das Klima am Vaucourt
- 1917: Der Onyxknopf
- 1917: Krähen fliegen um den Turm
- 1917: Die Kaukasierin
- 1918: Sein bester Freund
- 1918: Europa postlagernd
- 1918: Mitternacht
- 1919: Die Apachen
- 1919: Das Grand Hotel Babylon
- 1919: Der Würger der Welt
- 1920: Moriturus
- 1921: Die Geliebte Roswolskys
- 1925: Der Flug um den Erdball
- 1925: Heiratsannoncen
- 1926: Trude, die Sechzehnjährige
- 1927: Die leichte Isabell
- 1928: Der Staatsanwalt klagt an
- 1928: Anastasia, die falsche Zarentochter